# Belgique au Concours Eurovision de la chanson 2011
La Belgique a participé au Concours Eurovision de la chanson 2011 avec la chanson With Love Baby du groupe Witloof Bay.

## Processus de sélection
Le 28 avril 2010, la RTBF, à qui revient la responsabilité d'organiser la sélection belge cette année, a fait connaître ses modalités de sélection pour le Concours Eurovision de la chanson 2011. Elle voulait ouvrir un site Internet dès le 25 mai 2010, le jour de la première demi-finale de édition 2010, où tout le monde pouvait aller sur le site commun de la chaîne et de la maison de disques belge AKAmusic pour téléverser leur chansons, et le site aurait fermé le 30 septembre 2010. Chaque chanson devait recevoir au moins 20 000 € de la part d'un ou plusieurs producteurs pour pouvoir se qualifiée pour la seconde étape de la sélection nationale.
La date d'ouverture du site a été retardée. L'UER a critiqué l'initiative pour sa conformité avec les règles du Concours Eurovision de la chanson. En effet, les règles stipulent qu'il ne peut n'y avoir aucune exploitation commerciale et concert public d'une chanson avant le 1er octobre de l'année pour le Concours suivant. La RTBF a demandé à l'UER une adaptation des règles pour commencer le processus de sélection dès que possible.
Le 27 août 2010 la chaîne a annoncé le report du début de la recherche du candidat au 1er octobre pour être conforme au règlement. La date de fermeture a également été reportée au 31 décembre 2010. La chaîne a annoncé par Internet que la sélection débuterait le 1er octobre 2010. Un jour plus tard, l'Union européenne de Radio-Télévision a cependant annoncé un assouplissement sur la date du 1er octobre. À partir de ce moment, toutes les chansons diffusées après le 20 septembre peuvent-être sélectionnées au Concours.
Le 20 septembre 2010, la RTBF et AKAmusic ont lancé le site Internet. Toutes les chansons ont dû être écrites en anglais ou en français par un compositeur belge. Jusqu'au 31 décembre 2010 à 12h00, les visiteurs de la page ont pu donner une aide financière dans le but de faire leur chansons préférée une production professionnelle. La sélection des chansons s'est faite via le site Akamusic, en effet Les personnes qui ont donné de l'argent aux chansons n'ayant pas été sélectionnées seront remboursées.
Les chansons sélectionnées ont été soumises à un jury professionnel. À la fin, 14 chansons ont été sélectionnées pour la finale nationale télévisée.
Celle-ci s'est déroulée le 12 février 2011. Le représentant belge a été choisi par la participation du public (50 %) et un jury (50 %).

### Chansons qualifiées
| Interprète(s)       | Chanson                    | Date de sélection |
| ------------------- | -------------------------- | ----------------- |
| Léa Clément         | Où s'en vont nos rêves?    | 13 octobre 2010   |
| Syla K.             | Simple love                | 13 octobre 2010   |
| Hélène              | Our home                   | 18 octobre 2010   |
| Steve Linden        | C'est la musique           | 19 octobre 2010   |
| The blazing         | Our way                    | 9 novembre 2010   |
| Bellyve             | Nos pages, nos images      | 23 novembre 2010  |
| Joe Galli           | Live my life               | 23 novembre 2010  |
| Hanny-D             | Près de toi                | 26 novembre 2010  |
| J COOL              | Dans ma chanson            | 1er décembre 2010 |
| Witloof Bay         | With Love Baby             | 4 décembre 2010   |
| Gautier Reyz        | Addiction                  | 5 décembre 2010   |
| Alexandre Deschamps | Elle merveille             | 22 décembre 2010  |
| Nelza               | Be my friend               | 23 décembre 2010  |
| Sarina Cohn         | Rien en apparence          | 24 décembre 2010  |
| Paul Biss           | Manipulation               | 25 décembre 2010  |
| Natohé              | For you                    | 26 décembre 2010  |
| The MichelJanssens  | Fais comme ci              | 27 décembre 2010  |
| Kaptain Oats        | Reset                      | 28 décembre 2010  |
| Thayss N'Bau        | Somewhere with you         | 28 décembre 2010  |
| Joyce & Jay         | Do you remember            | 28 décembre 2010  |
| 2DAYSTICKET         | A jouney inside me         | 28 décembre 2010  |
| Harley              | Pardonne Moi "Prière Rock" | 28 décembre 2010  |
| Mael                | L'ancre de nos vies        | 29 décembre 2010  |
| Swing Channel       | Les pieds dans l'eau       | 29 décembre 2010  |
| Tommy Waters        | I'm alive                  | 29 décembre 2010  |
| Étienne Deleyre     | The Way You Are            | 29 décembre 2010  |
| Françoise Norroy    | Je vis comme une chanson   | 30 décembre 2010  |
| NellSonn!           | Commence par un pas        | 30 décembre 2010  |
| Cloe                | Just one chance            | 30 décembre 2010  |
| .fen                | Yes I know                 | 30 décembre 2010  |
| Clac et les Portes  | Claquer les portes         | 30 décembre 2010  |

### Chansons disqualifiées
- Lorenzo Caminotti - "Tant qu'il y aura des femmes" (13 décembre 2010)
- Thooom - "United Belgium" (29 décembre 2010)
- Paul Biss - "Manipulation" (25 décembre 2010)

Lorenzo Caminotti a été disqualifié car sa chanson fut présentée avant le 1er septembre 2010. La chanson de Thooom fut disqualifiée car elle contenait des paroles politiques. La raison de la disqualification de Paul Biss est toujours inconnue.

## Eurovision2011:Qui? À vous de choisir!
| #  | Artiste             | Chanson              | Kim | Lazlo | Hautier | Gardier | Jury | Points | Total | Place |
| -- | ------------------- | -------------------- | --- | ----- | ------- | ------- | ---- | ------ | ----- | ----- |
| 01 | Steve Linden        | "C'est la musique"   |     |       |         |         | 5    | 5      | 10    | 4     |
| 02 | Nelza               | "Be my friend"       |     |       |         |         | 7    | 0      | 7     | 6     |
| 03 | Sarina              | "Rien en apparence"  |     |       |         |         | 8    | 10     | 18    | 2     |
| 04 | Thayss N' Bau       | "Somewhere with you" |     |       |         |         | 0    | 0      | 0     | 14    |
| 05 | Clac et Les Portes  | "Claquer les portes" |     |       |         |         | 6    | 1      | 7     | 6     |
| 06 | Chloé Ditlefsen     | "Just one chance"    |     |       |         |         | 0    | 4      | 4     | 10    |
| 07 | J Cool              | "Dans ma chanson"    |     |       |         |         | 0    | 3      | 3     | 12    |
| 08 | Gautier Reyz        | "Addiction"          |     |       |         |         | 4    | 0      | 4     | 10    |
| 09 | .fen                | "Yes I know"         |     |       |         |         | 10   | 7      | 17    | 3     |
| 10 | Witloof Bay         | "With Love Baby"     |     |       |         |         | 12   | 12     | 24    | 1     |
| 11 | Alexandre Deschamps | "Elle merveille"     |     |       |         |         | 1    | 10     | 11    | 4     |
| 12 | Syla K.             | "Simple love"        |     |       |         |         | 2    | 0      | 2     | 12    |
| 13 | Kaptain Oats        | "Reset"              |     |       |         |         | 3    | 2      | 5     | 9     |
| 14 | The Blazing         | "Our way"            |     |       |         |         | 0    | 6      | 6     | 8     |

Le 25 janvier 2011, la RTBF a annoncé sa date de finale nationale, le nom de son émission, Eurovision 2011 : Qui ? À vous de choisir !.
Le jury de l'émission a été composé de :
- Sandra Kim, l'unique gagnante belge du Concours 1986,
- Viktor Lazlo, chanteuse et présentatrice de l'édition de 1987 à Bruxelles,
- Jean-Pierre Hautier, commentateur de l'Eurovision pour la RTBF depuis 1994 (ainsi que directeur de La Première, et ancien membre de Zinno),
- Charles Gardier, directeur artistique des Francofolies de Spa.

Les présentateurs de cette émission ont été Jean-Louis Lahaye et Maureen Louys, présentatrice du Concours Eurovision de la chanson junior 2005 à Hasselt.

## À l'Eurovision
La Belgique a participé à la seconde demi-finale du Concours, le 12 mai 2011, mais ne s'est pas qualifié pour la finale, Witloof Bay ne se plaçant que 11e avec 53 points et manquant la qualification d'un seul point.